# اروين دي فريس
اروين دي فريس (بالهولندية: Erwin de Vries)‏ (و. 1929 – 2018 م) هو رسام، ونحات سورينامي، ولد في باراماريبو، توفي في باراماريبو، عن عمر يناهز 89 عاماً، بسبب فشل تنفسي.